# المدرسة الثانوية العليا في ليون
المدرسة الثانوية العليا في ليون (ENSL) هي مدرسة فرنسية تقع في مدينة ليون. وهي واحدة من أربع مدارس عليا مرموقة في فرنسا. تتكون المدرسة من وحدتين أكاديميتين -الآداب والعلوم- مع حرم جامعي في ليون، بالقرب من التقاء نهري الرون والسون.
عادةً ما يتمتع طلاب ENSL بوضع موظف مدني خاص في أعقاب الاختبارات شديدة التنافسية، بشرط أن يسعوا وراء وظائف في الخدمة العامة. على الرغم من أنها تحافظ على اتصالات واسعة مع جامعة ليون ومؤسسات البحث الخارجية، بما في ذلك المركز الوطني الفرنسي للبحث العلمي، إلا أن المدرسة تظل مستقلة. وفقًا لتصنيف مجلة تايمز للتعليم العالي للجامعات العالمية لعام 2016، كانت ENSL خامس أفضل «جامعة صغيرة» في العالم.